# Saint-Cyr-en-Talmondais
Saint-Cyr-en-Talmondais és un municipi francès situat al departament de Vendée i a la regió de País del Loira. L'any 2007 tenia 393 habitants.

## Demografia

### Població
El 2007 la població de fet de Saint-Cyr-en-Talmondais era de 393 persones. Hi havia 158 famílies de les quals 42 eren unipersonals (23 homes vivint sols i 19 dones vivint soles), 46 parelles sense fills, 56 parelles amb fills i 14 famílies monoparentals amb fills.
La població ha evolucionat segons el següent gràfic:
Habitants censats

### Habitatges
El 2007 hi havia 288 habitatges, 163 eren l'habitatge principal de la família, 120 eren segones residències i 6 estaven desocupats. Tots els 226 habitatges eren cases. Dels 163 habitatges principals, 138 estaven ocupats pels seus propietaris, 20 estaven llogats i ocupats pels llogaters i 5 estaven cedits a títol gratuït; 2 tenien una cambra, 13 en tenien dues, 21 en tenien tres, 52 en tenien quatre i 74 en tenien cinc o més. 124 habitatges disposaven pel capbaix d'una plaça de pàrquing. A 86 habitatges hi havia un automòbil i a 62 n'hi havia dos o més.

### Piràmide de població
La piràmide de població per edats i sexe el 2009 era:
| Homes | Edats   | Dones |
| ----- | ------- | ----- |
| 0     | 95 o +  | 0     |
| 0     | 90 a 94 | 8     |
| 0     | 85 a 89 | 4     |
| 4     | 80 a 84 | 4     |
| 12    | 75 a 79 | 0     |
| 12    | 70 a 74 | 16    |
| 0     | 65 a 69 | 20    |
| 8     | 60 a 64 | 4     |
| 0     | 55 a 59 | 4     |
| 16    | 50 a 54 | 20    |
| 20    | 45 a 49 | 20    |
| 8     | 40 a 44 | 8     |
| 8     | 35 a 39 | 4     |
| 4     | 30 a 34 | 4     |
| 8     | 25 a 29 | 20    |
| 8     | 20 a 24 | 4     |
| 8     | 15 a 19 | 16    |
| 8     | 10 a 14 | 4     |
| 4     | 5 a 9   | 12    |
| 4     | 0 a 4   | 4     |

## Economia
El 2007 la població en edat de treballar era de 242 persones, 179 eren actives i 63 eren inactives. De les 179 persones actives 143 estaven ocupades (81 homes i 62 dones) i 36 estaven aturades (17 homes i 19 dones). De les 63 persones inactives 22 estaven jubilades, 10 estaven estudiant i 31 estaven classificades com a «altres inactius».

### Ingressos
El 2009 a Saint-Cyr-en-Talmondais hi havia 151 unitats fiscals que integraven 349 persones, la mediana anual d'ingressos fiscals per persona era de 14.686 €.

### Activitats econòmiques
Dels 26 establiments que hi havia el 2007, 1 era d'una empresa extractiva, 1 d'una empresa alimentària, 4 d'empreses de construcció, 6 d'empreses de comerç i reparació d'automòbils, 1 d'una empresa de transport, 3 d'empreses d'hostatgeria i restauració, 1 d'una empresa d'informació i comunicació, 2 d'empreses immobiliàries, 3 d'empreses de serveis i 4 d'empreses classificades com a «altres activitats de serveis».
Dels 4 establiments de servei als particulars que hi havia el 2009, 1 era un paleta, 1 guixaire pintor i 2 restaurants.
Dels 2 establiments comercials que hi havia el 2009, 1 era una fleca i 1 una floristeria.
L'any 2000 a Saint-Cyr-en-Talmondais hi havia 18 explotacions agrícoles que ocupaven un total de 560 hectàrees.

## Poblacions més properes
El següent diagrama mostra les poblacions més properes.